# Nikobaren-Zwergohreule
Die Nikobaren-Zwergohreule (Otus alius), auch Nicobaren-Zwergohreule  oder Nicobareneule genannt, ist eine Eulenart aus der Gattung der Zwergohreulen. Sie kommt nur auf den Nikobaren vor. Das Artepitheton ehrt den indischen Ornithologen Humayun Abdulali.

## Beschreibung
Die Länge der Nikobaren-Zwergohreule beträgt 19 bis 20 Zentimeter. Sie ist oben warm braun, ziemlich dicht und dunkel gestreift, mit breiteren dunklen und hellen Bändern und einem deutlichen Schulterband. Die Unterseite ist gelbbraun mit weißlichen, gelbbraunen und dunkelbraunen Binden und undeutlichen Schaftstrichen. Die Augen sind blassgelb, die rund endenden Federohren mittelgroß. Der Schnabel ist gelblich braun mit dunklerer Schneidekante und Spitze. Die spärlich befiederten Beine haben dunkel gelbbraune Zehen mit dunkel hornfarbenen Krallen.

## Lebensweise
Sie lebt in bewaldeten Gebieten, wo sie Insekten, Spinnen und kleine Wirbeltiere jagt. Ihre Rufe sind lange Serien pfeifender Töne, von denen jeder weniger als eine halbe Sekunde dauert und die alle vier Sekunden wiederholt werden.

## Verbreitung
Die Eule ist endemisch auf Groß Nikobar, möglicherweise kommt sie auch auf Klein Nikobar vor. Sie wurde erst 1998 nach zwei Vogelbälgen beschrieben, anschließend gelangen Beobachtungen mehrerer Vögel.

## Gefährdung
Die Art wird von der Weltnaturschutzunion (IUCN) als potentiell gefährdet eingestuft und der Populationstrend als abnehmend.